# Circuit de Nevers Magny-Cours

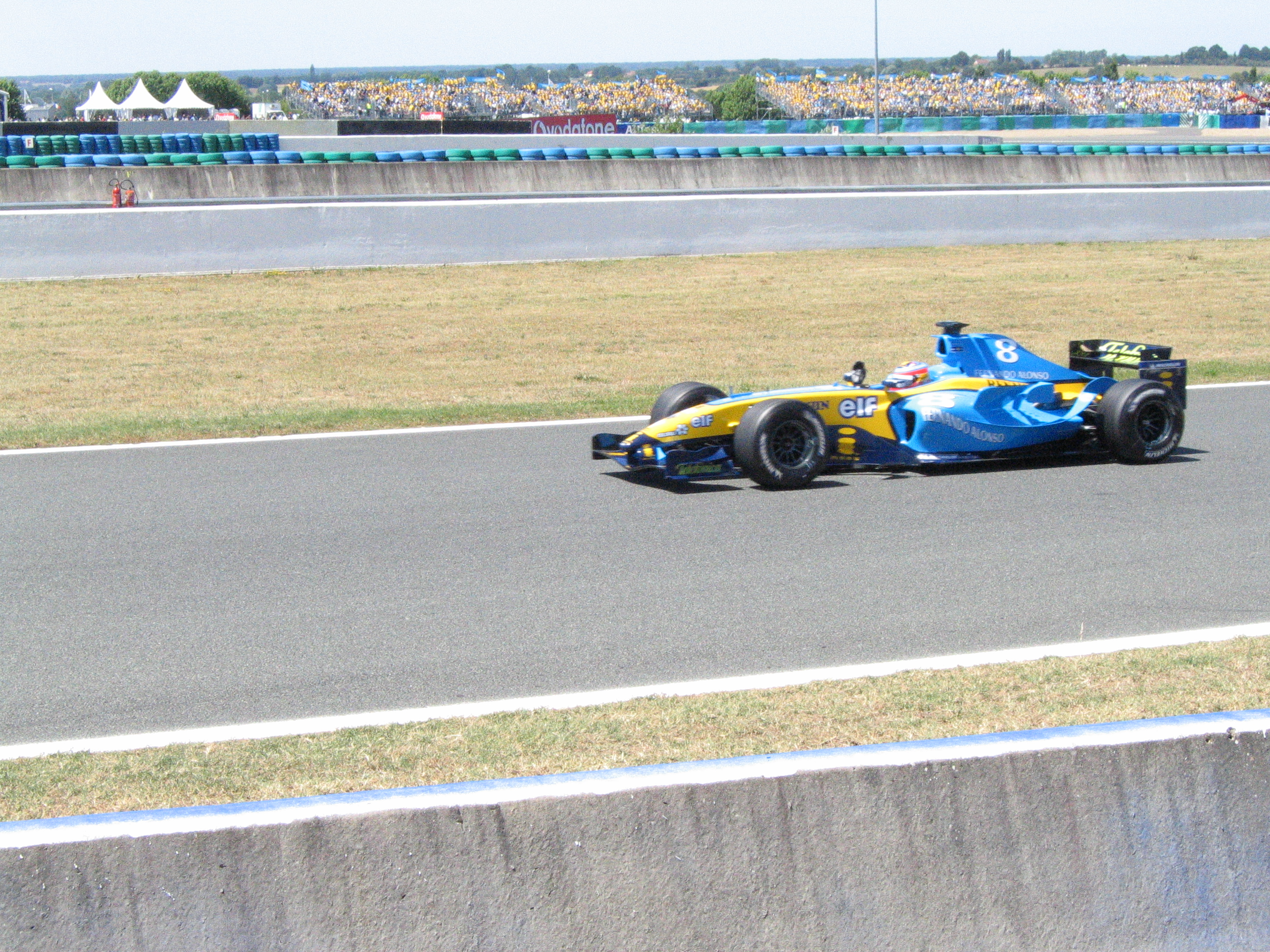
Fernando Alonso op het Circuit (2004)

Het Circuit de Nevers Magny-Cours is een racecircuit dat in de gemeente Magny-Cours ligt, 18 km ten zuiden van Nevers in Frankrijk.
Het circuit is voornamelijk bekend vanwege de Grand Prix van de Formule 1-klasse die er jaarlijks werd gehouden. De bochten van dit circuit zijn vernoemd naar andere circuits.
Daarnaast wordt het circuit gebruikt voor het wereldkampioenschap superbike (WorldSBK) als wegraceklasse en de jaarlijkse Bol D'or, een 24 uurs endurancerace voor motoren, en is het grootste evenement voor motoren in Frankrijk, dat jaarlijks meer dan 100.000 toeschouwers trekt.
Naast de "bolle" kent Frankrijk ook nog de 24 uur van Le Mans voor Motoren.

## Geschiedenis
Het circuit was een initiatief van de toenmalige burgemeester van Magny-Cours en werd in 1960 aangelegd als circuit voor karting. Het Motor Stadium Jean Behra was 510 meter lang en telde zeven bochten. In 1961 werd beslist de site uit te breiden met een motorcrosscircuit van 1.500 m en een circuit voor auto's van 2.000 m. Er werden ook tribunes en een parking gebouwd. In 1965 werd beslist het bestaande circuit opnieuw aan te leggen. Het nieuwe circuit was 3.850 m lang en een eerste automobielrace werd gehouden op 2 mei 1971. In 1980 werd het circuit verlengd met een extra bocht.
In 1986 werd het Motor Stadium Jean Behra overgekocht door het departement en er werd beslist een nieuw circuit aan te leggen om Formule 1-races te ontvangen. Het circuit was klaar in 1989 kreeg de nieuwe naam Circuit de Nevers Magny-Cours. Op 7 juli 1991 werd de Grand Prix van Frankrijk Formule 1 hier voor het eerst gereden.
In 2007 werd bekendgemaakt dat het circuit in 2008 voor het laatst deel uit zou maken van de Formule 1-kalender.
Bernie Ecclestone was geen fan van de locatie van het circuit en besloot de race daarom te schrappen. De laatste GP op het circuit, die op 22 juni 2008 werd gehouden, werd gewonnen door Felipe Massa (Ferrari).